# Printemps au Zillertal
Pour plus de détails, voir Fiche technique et Distribution.
Printemps au Zillertal (Die Zwillinge vom Zillertal) est un film allemand réalisé par Harald Reinl, sorti en 1957.

## Synopsis
Le baron Franz von Auerstein travaille comme ingénieur et revient dans le Zillertal en vacances, où sa mère vit au château d'Auerstein. Au lieu de rester au château, le jeune baron préfère rester avec ses amies, les jumelles Christel et Reserl, dans un refuge de montagne. Ce qu'il ne sait pas, c'est que le château est sur le point d'être vendu. Il y a une hypothèque élevée de 500 000 shillings sur le château et les dettes sont maintenant censées être payées subitement. Lorsque la baronne von Auerstein le découvre, son vieil ami Kleemann est avec elle. Le parfumeur veut depuis longtemps être noble et offre à la baronne un million de schillings pour le mariage entre sa fille Daniela et le jeune baron. La baronne hésite et accepte à condition que Franz ne sache rien des histoires d'argent. Elle dit alors à son fils étonné qu'il doit épouser Daniela, ce que Franz refuse. Daniela n'est pas non plus très enthousiaste à l'idée d'épouser Franz, mais son père menace de la mettre dans un pensionnat. La seule raison de ne pas se marier serait si Franz refusait volontairement. Daniela décide maintenant d'agir aussi mal que possible.
Par hasard, Daniela rencontre Franz sur un pâturage de haute montagne, où il la sauve d'un chamois. Il se présente à elle comme un berger et un bon ami du baron, que Daniela gronde immédiatement. Devant son père, elle s'extasie pour le berger. Un peu plus tard, Daniela et Franz se font face dans le château et se présentent. Les deux s'accordent rapidement pour dire qu'ils ne sont pas intéressés par le mariage et le disent également à leurs parents. Ce n'est qu'à ce moment que la baronne avoue à son fils que les soucis d'argent sont la raison du mariage prévu. Franz et Daniela veulent faire semblant d'être un couple pendant un certain temps afin que Kleemann donne à la baronne le million promis. L'argent est remis et Franz commence à planifier la conversion du château en hôtel. Il néglige Daniela, qui est également jalouse car il a toujours du temps pour les jumelles Christel et Reserl. Devant les deux, elle se présente exagérément comme l'amante de Franz, après quoi les jeunes filles sortent fâchées du château.
Il y a une confusion amoureuse. Reserl tombe amoureux du sensationnel journaliste Konstantin Opel, tandis que Daniela commence à s'intéresser à Hans Burger, le serveur de l'auberge Roter Adler. Un jour, quand Daniela cherche quelque chose à lire, elle se tourne vers lui car elle l'a toujours vu lire le soir. Le chef Hans Schmauss rapporte également des livres. Ce que Daniela ne sait pas et apprend de Hans plus tard, c'est qu'il étudie actuellement le droit et est sur le point de terminer son examen d'État. Schmauss trouve les travaux avec Hans et sait donc qu'il est étudiant. Il pensait pouvoir une fois remettre l'auberge à Hans qui est maintenant triste de ne jamais lui avoir dit la vérité. Hans, à son tour, pense que Daniela a trahi Schmauss qu'il avait étudié, même si elle avait promis de ne pas en parler à son patron, d'autant plus qu'elle lui avait donné en retour qu'elle et Franz s'aiment seulement comme s'il s'agissait d'apparences. Alors Hans se sépare de Daniela et quitte le village. Franz, à son tour, se rend compte au fil du temps qu'il aime Christel.
Lors d'un festival folklorique, Christel, plus confiante, parvient à amener Konstantin à admettre un amour et à l'embrasser. Elle fait semblant d'être Reserl. Lorsque Konstantin lui propose, Christel et Reserl changent de rôle à nouveau. Le père des jumelles Gschwandtner a cependant vu Christel et Konstantin s'embrasser. À la fête, Franz remporte le concours traditionnel et Christel apporte la couronne. Un baiser fait partie de la victoire et il est plus long que prévu entre Christel et Franz. Le lendemain, cependant, les jumelles ont disparu et Gschwandtner dit à Franz que les sœurs chanteuses sont parties en tournée avec Constantine. Christel, en revanche, était amoureuse de Constantine parce qu'ils s'embrassaient intensément à la fête. Franz et Daniela, qui a été laissée par Hans, décident maintenant de se marier selon les souhaits de leurs parents.
Après le mariage civil, il y a mariage à l'église. Pendant ce temps, Hans, qui a réussi son examen d'État, et les jumelles qui rencontrent Hans et Schmauss pendant leur tournée apprennent que Daniela et Franz ne voulaient avoir qu'une relation trompeuse. Schmauss, d'autre part, rapporte à Hans que Daniela ne lui a jamais parlé de ses études, juste que Hans lisait toujours le soir. Tout le monde va maintenant à Zillertal pour empêcher Franz et Daniela de se marier. En fait, ils arrivent à l'heure et un peu plus tard, il y a un quadruple mariage : Hans et Daniela deviennent un couple, comme Franz et Christel ainsi que Konstantin et Reserl. Les familles Kleemann et von Auerstein sont également unies, car la baronne et M. Kleemann se marient également.

## Fiche technique
- Titre français : Printemps au Zillertal ou Les Jumelles du Zillertal[1]
- Titre original : Die Zwillinge vom Zillertal
- Réalisation : Harald Reinl assisté de Lothar Gündisch
- Scénario : Karl Heinz Busse, Harald Reinl
- Musique : Karl Bette
- Direction artistique : Arne Flekstad (de)
- Costumes : Josef Dor
- Photographie : Walter Riml
- Son : F.W. Dustmann
- Montage : Herbert Taschner (de)
- Production : Franz Seitz Jr.
- Société de production : Franz Seitz Filmproduktion
- Société de distribution : Constantin Film
- Pays d'origine :  Allemagne de l'Ouest
- Langue : allemand
- Format : Couleur - 1,37:1 - Mono - 35 mm
- Genre : Comédie romantique
- Durée : 94 minutes
- Dates de sortie :
  - Allemagne de l'Ouest : 26 septembre 1957.
  - France : 22 novembre 1957[1].

## Distribution
- Joachim Fuchsberger : Franz von Auerstein
- Karin Dor : Daniela Kleemann
- Isa Günther : Christel
- Jutta Günther : Reserl
- Margarete Haagen : La baronne von Auerstein
- Werner Finck : M. Kleemann
- Albert Rueprecht (de) : Hans Burger
- Wolfgang Gruner (de) : Konstantin Opel
- Theodor Danegger (de) : Gschwandtner
- Hans Moser : M. Schmauss
- Viktor Afritsch (de) : Raban
- Franz Loskarn (de) : Un chasseur
- Luitgard Diesch : Zenzi
- Alice Kessler : Une danseuse
- Ellen Kessler : Une danseuse

## Source de la traduction
- (de) Cet article est partiellement ou en totalité issu de l’article de Wikipédia en allemand intitulé « Die Zwillinge vom Zillertal » (voir la liste des auteurs).